# ITM Cup 2014
La ITM Cup 2014 fue la trigésimo novena edición y novena con el formato actual del principal torneo de rugby profesional de Nueva Zelanda.
El campeón de la competición fue el equipo de Taranaki quienes lograron su primer campeonato.

## Sistema de disputa
Los equipos enfrentan a los seis equipos restantes de su división y disputan cuatro encuentros inter-división, totalizando 10 encuentros, 
- Los cuatro equipos con mejor clasificación al final de la fase de grupos de la Premiership clasifican a semifinales buscando el título de la competición, mientras que el séptimo lugar desciende al Championship de la temporada siguiente.

- Los cuatro mejores clasificados del Championship clasifican a semifinales buscando el ascenso a la Premiership de la temporada siguiente, el campeón asciende de manera automática a la división de honor.

## Premiership - Primera División
- Clasificación[1]

| Pos. | Equipo           | Encuentros | Encuentros | Encuentros | Encuentros | Tantos | Tantos | Tantos | PB | PB | Puntos |
| Pos. | Equipo           | PJ         | PG         | PE         | PP         | F      | C      | Dif    | BO | BD | Puntos |
| ---- | ---------------- | ---------- | ---------- | ---------- | ---------- | ------ | ------ | ------ | -- | -- | ------ |
| 1.º  | Taranaki         | 10         | 7          | 1          | 2          | 321    | 197    | +124   | 7  | 1  | 38     |
| 2.º  | Tasman           | 10         | 7          | 1          | 2          | 326    | 194    | +132   | 6  | 2  | 38     |
| 3.º  | Canterbury       | 10         | 7          | 0          | 3          | 337    | 205    | +132   | 4  | 2  | 34     |
| 4.º  | Auckland         | 10         | 6          | 1          | 3          | 288    | 225    | +63    | 4  | 0  | 30     |
| 5.º  | Counties Manukau | 10         | 5          | 1          | 4          | 251    | 192    | +59    | 4  | 2  | 28     |
| 6.º  | Waikato          | 10         | 4          | 0          | 6          | 220    | 321    | –101   | 3  | 2  | 21     |
| 7.º  | Wellington       | 10         | 1          | 0          | 9          | 214    | 381    | –167   | 1  | 2  | 7      |

|  | Semifinalista.            |
|  | Descenso al Championship. |

### Semifinales
| 18 de octubre | Taranaki | 49 - 30 | Auckland | Yarrow Stadium, New Plymouth |  |

| 18 de octubre | Tasman | 26 - 6 | Canterbury | Trafalgar Park, Nelson |  |

### Final
| 25 de octubre | Taranaki | 36 - 32 | Tasman | Yarrow Stadium, New Plymouth |  |

| Bandera de Nueva Zelanda |
| Campeón Taranaki         |
| Primer título            |

## Championship - Segunda División
- Clasificación[2]

| Pos. | Equipo        | Encuentros | Encuentros | Encuentros | Encuentros | Tantos | Tantos | Tantos | PB | PB | Puntos |
| Pos. | Equipo        | PJ         | PG         | PE         | PP         | F      | C      | Dif    | BO | BD | Puntos |
| ---- | ------------- | ---------- | ---------- | ---------- | ---------- | ------ | ------ | ------ | -- | -- | ------ |
| 1.º  | Manawatu      | 10         | 8          | 0          | 2          | 260    | 208    | +52    | 3  | 0  | 35     |
| 2.º  | Hawke´s Bay   | 10         | 5          | 1          | 4          | 253    | 213    | +40    | 4  | 2  | 28     |
| 3.º  | Northland     | 10         | 5          | 0          | 5          | 276    | 284    | –8     | 3  | 2  | 25     |
| 4.º  | Southland     | 10         | 4          | 1          | 5          | 228    | 301    | –73    | 1  | 0  | 19     |
| 5.º  | North Harbour | 10         | 3          | 0          | 7          | 214    | 306    | –92    | 3  | 3  | 18     |
| 6.º  | Otago         | 10         | 3          | 0          | 7          | 228    | 279    | –51    | 1  | 2  | 15     |
| 7.º  | Bay of Plenty | 10         | 2          | 0          | 8          | 202    | 312    | –110   | 3  | 2  | 13     |

|  | Semifinalista. |

### Semifinales
| 17 de octubre | Hawke´s Bay | 26 - 21 | Northland | McLean Park, Napier |  |

| 18 de octubre | Manawatu | 23 - 18 | Southland | Central Energy Trust Arena, Palmerston North |  |

### Final
| 24 de octubre | Manawatu | 32 - 24 | Hawke´s Bay | Central Energy Trust Arena, Palmerston North |  |

| Bandera de Nueva Zelanda      |
| Ganador Championship Manawatu |
| Primer título                 |